# 巴贡蒂
巴贡蒂是葡萄牙波尔图区的一个堂区。总面积9.89平方公里，总人口1662人，人口密度168人/平方公里。